# Morningside Records
Morningside Records er et indie-pladeselskab grundlagt i Aarhus i 2001. Selskabet er ikke længere tilknyttet Aarhus. Morningside har en af de stærkeste profiler blandt danske selvstændige pladeselskaber. I 2008 er blandt andet udgivet det tredje Larsen & Furious Jane-album kaldet "Zen Sucker". Selskabet ledes af Jesper Brodersen. Dette har tidligere været i samarbejde med Jesper Majdall, der nu alene er musikmanager.

## Bands og soloprojekter på Morningside
- Delicia Mini
- Figurines
- Ghost Voo
- I Am Bones
- Jomi Massage
- Larsen and Furious Jane
- My Friend George
- Oceano Da Cruz
- Oh No Ono
- Simon Bukhave
- Shout Wellington Air Force
- Strumm
- The Morningside
- Twins Twins
- Under Byen